# Sint-Antoniuskerk (Oosterhout)

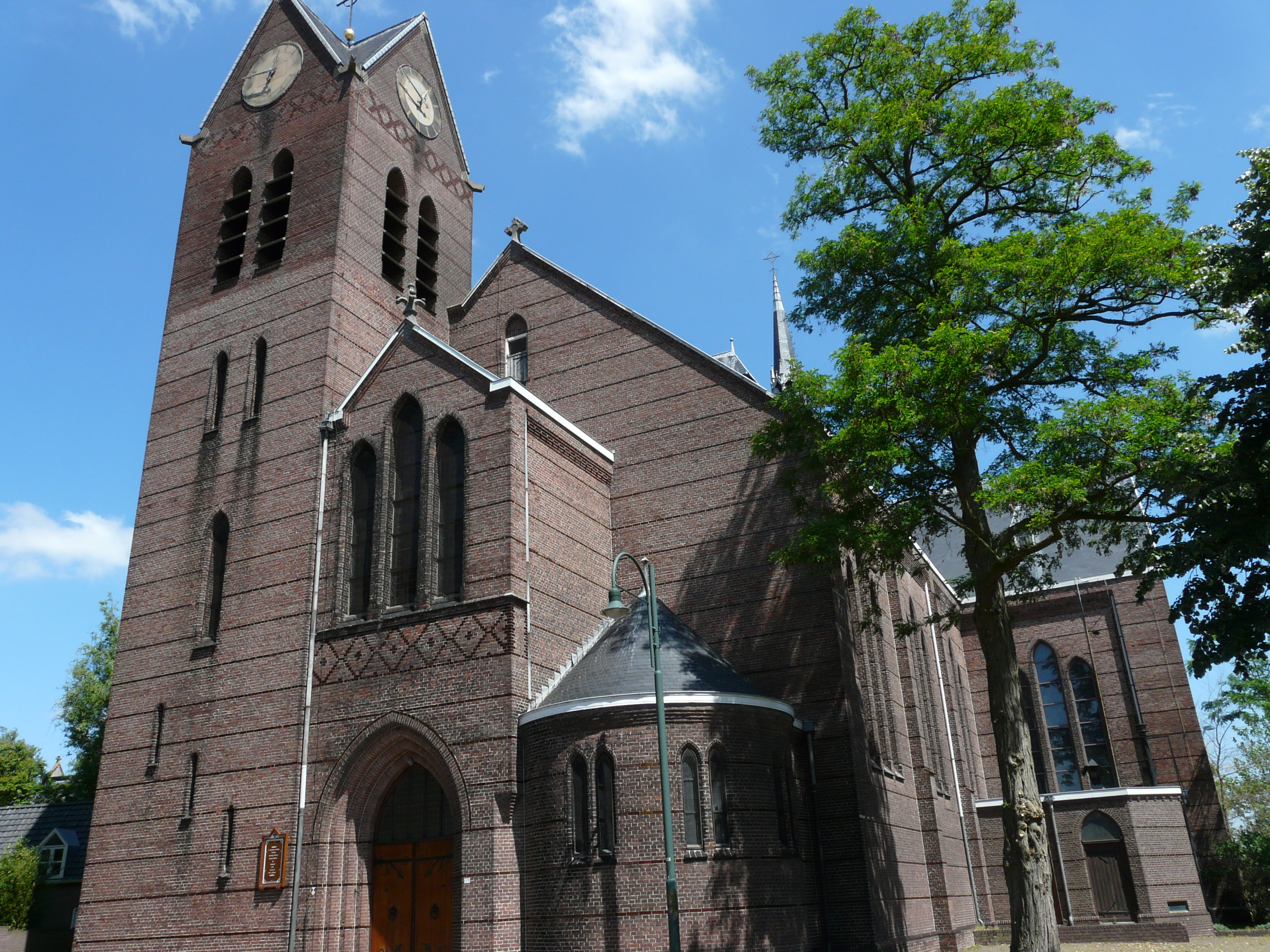
De Sint-Antoniuskerk in Oosterhout

De Antonius van Paduakerk is een kerk te Oosterhout die zich bevindt aan de Sint Vincentiusstraat.
De kerk werd ontworpen door Pierre Cuypers. Ze werd ingewijd op 13 mei 1908.
Het bakstenen gebouw is neogotisch, maar vertoont toch kenmerken van latere stijlen: de vensters en de toren zijn meer gestileerd. Het gebouw is een pseudobasilicale kruiskerk met, behalve de toren bij de ingangspartij, ook een vieringtoren met een koepel-achtige uitstulping: een achtzijdige ingesnoerde vieringtoren met opengewerkte spits.
De ingangstoren was oorspronkelijk ruim 20 meter hoog, en stak nauwelijks boven de voorgevel uit. Er was te weinig geld om hem volgens ontwerp te voltooien. In 1959 werd geld ingezameld om daarmee de toren te verhogen tot 32 meter. De scheidingslijn kan men nog zien.
Het orgel stamt uit 1924 en werd vervaardigd door de firma Vermeulen. Het orgel werd verwaarloosd en in 1987 werd het als volgt gekenschetst: Er zijn vuile en slecht klinkende pijpen, de motor maakt lawaai, er zit houtworm in. Het werd gerestaureerd en kon in 1998 weer worden bespeeld.
Deze kerk ging in 2016 dicht.